# Eupithecia graphiticata
Eupithecia graphiticata es una especie de polilla de la familia Geometridae. La especie fue descrita por primera vez por Joseph de Joannis habiendo sido descrita en 1932, con distribución en la isla de La Reunión, al este de África. La especie tiene distribución en las colinas de Nez de Boeuf y las mesetas volcánicas de Plaine des Cafres, a una altitud de 2100 metros (6889,8 pies), a poca distancia de la comuna de La Plaine-des-Palmistes.

## Descripción
Es una polilla pequeña con una envergadura de 18 a 24 milímetros (0,7 a 0,9 plg). La cabeza y la mitad anterior del tórax son blanquecinos. Las orugas se alimentan de Erica reunionensis, de la familia de las ericáceas. 